# Paul Gore-Booth, Baron Gore-Booth

Wappen des Barons Gore-Booth

Paul Henry Gore-Booth, Baron Gore-Booth GCMG KCVO (* 3. Februar 1909 in Doncaster, Yorkshire; † 29. Juni 1984 in Westminster, London) war ein britischer Diplomat und Politiker, der unter anderem Hochkommissar in Indien sowie beamteter Staatssekretär des Außenministeriums (Permanent Under-Secretary of State for Foreign Affairs) war und 1969 als Life Peer Mitglied des House of Lords wurde.

## Leben
Gore-Booth absolvierte nach dem Besuch des Eton College ein Studium am Balliol College der University of Oxford, das er mit einem Bachelor of Arts (B.A.) abschloss. Danach trat er in den auswärtigen Dienst ein und übernahm 1949 zunächst die Position als Leiter der Abteilung für den Wiederaufbau Europas im Außenministerium (Foreign Office), war aber kurz danach zwischen 1949 und 1953 Generaldirektor des Informationsdienstes (British Information Services) in den USA. Für seine Verdienste wurde er 1949 Companion des Order of St. Michael and St. George (CMG) und fungierte von 1953 bis 1956 als Botschafter in Burma.
Nach seiner Rückkehr aus Burma war Gore-Booth zwischen 1956 und 1960 stellvertretender Unterstaatssekretär des Außenministeriums (Deputy Under-Secretary of State) für Wirtschaftsangelegenheiten und wurde 1957 als Knight Commander des Order of St. Michael and St. George (KCMG) zum Ritter geschlagen, so dass er fortan das Prädikat „Sir“ trug. Nach Beendigung dieser Tätigkeit erfolgte 1960 seine Ernennung zum Hochkommissar in Indien, wo er Nachfolger von Malcolm MacDonald wurde. 1961 wurde er zudem auch Knight Commander des Royal Victorian Order (KCVO). Nach fünfjähriger Verwendung in Indien übergab er 1965 das Amt des Hochkommissars an John Freeman, der zuvor Redakteur der Wochenzeitung New Statesman war.
Im Anschluss wurde Gore-Booth, der 1965 auch als Knight Grand Cross des Order of St. Michael and St. George (GCMG) ausgezeichnet wurde, Nachfolger von Harold Caccia als Ständiger Unterstaatssekretär des Außenministeriums bzw. des Ministeriums für Auswärtiges und Commonwealth-Angelegenheiten (Permanent Under-Secretary of State for Foreign Affairs). Dieses Spitzenamt, in dem er zuletzt seit 1968 auch Leiter des auswärtigen Dienstes (Head of Foreign Service) war, bekleidete er bis zu seinem Eintritt in den Ruhestand 1969 und seiner darauf folgenden Ablösung durch Denis Greenhill.
Durch ein Letters Patent vom 2. Juli 1969 wurde Gore-Booth, der zwischen 1966 und seinem Tod 1984 auch Registrator des Order of St. Michael and St. George war, aufgrund des Life Peerages Act 1958 als Baron Gore-Booth, of Maltby in the West Riding of the County of York, zum Life Peer erhoben und gehörte damit bis zu seinem Tod dem House of Lords als Mitglied an.
Aus seiner am 21. September 1940 mit Patricia Mary Ellerton geschlossenen Ehe gingen vier Kinder hervor, darunter Sir David Alwyn Gore-Booth, der ebenfalls Diplomat wurde und unter anderem Botschafter in Saudi-Arabien sowie zwischen 1996 und 1998 wie sein Vater ebenfalls Hochkommissar in Indien war.